# Озјорни (Тверска област)
Озјорни (рус. Озёрный), раније познат и као Виползово и Бологоје-4 (рус. Вы́ползово, Бологое-4) насељено је место у рангу варошице (рус. посёлок городского типа) са административним статусом затвореног града на северозападу европског дела Руске Федерације. Налази се на крајњем северу Тверске области и у административно-политичком смислу део је истоименог градског округа, и у рангу је са рејонима.
Према проценама националне статистичке службе, у вароши је 2014. живело 10.512 становника. Обухвата територију површине 198,65 км².

## Историја
На месту данашњег насеља током 1930-их година основано је мање насеље у којем су живели запослени у оближњој ваздухопловној бази Виползово по којој је и само насеље добило име.
Као службени датум оснивања насеља узима се 24. новембар 1972, дан када је Врховни Совјет Руске СФСР основао насеље као засебну затворену административно-територијалну јединицу (скраћено ЗАТО) од војног значаја (рус. закрытые административно-территориальные образования, ЗАТО) под кодним именом Бологоје-4. Крајем децембра 1992. насеље мења име у Озјорни, а задржава постојећи административни статус.
У насељу се налазе јединице 7. гардијске ракетне дивизије (војна јединица број № 14245).
На територији Тверске области постоји још један ЗАТО град Солњечни.

## Демографија
Према подацима са пописа становништва 2010. у вароши је живело 10.882 становника, док је према проценама за 2014. насеље имало 10.512 становника.
| 1989. | 2002.  | 2010.  | 2014.   |
| ----- | ------ | ------ | ------- |
| ---   | 10,689 | 10,882 | 10,512* |

Напомена: * према проценама националне статистичке службе.